# Demetrio Greco
Demetrio Alessandro Greco (Cosenza, 8 ottobre 1979) è un allenatore di calcio ed ex calciatore italiano, di ruolo portiere, attuale preparatore dei portieri del Potenza.

## Carriera
Dal 1999 al 2001 ha giocato in Serie D coll' Acri.
Nel 2003 ha esordito in Serie B con la maglia del Messina.
Nella stagione 2006-2007 ha giocato nella massima serie svizzera con la maglia dell'Aarau.
Dal 2007 al 2009 ha giocato in Serie D col Castrovillari, mentre nella stagione 2009-2010 ha giocato in Eccellenza nell'Acireale, vincendo il campionato.
Nella stagione 2010-2011 ha giocato nella massima serie regionale in Eccellenza con la maglia del Comprensorio Montalto fino a fine stagione.
Nella stagione 2011-2012 approda sempre in Eccellenza con il Rende con cui aveva già giocato per tre anni ad inizio carriera e con cui nella stagione 2012-2013 ottiene una promozione, per poi giocare 16 partite in Serie D nella stagione 2013-2014.

## Palmarès

### Club

#### Competizioni regionali
- Eccellenza: 3

Rende: 1996-1997
Acri: 1999-2000
Acireale: 2009-2010
- Supercoppa Calabria: 2

Rende: 1997
Acri: 2000